# Dzhamilia (novela)

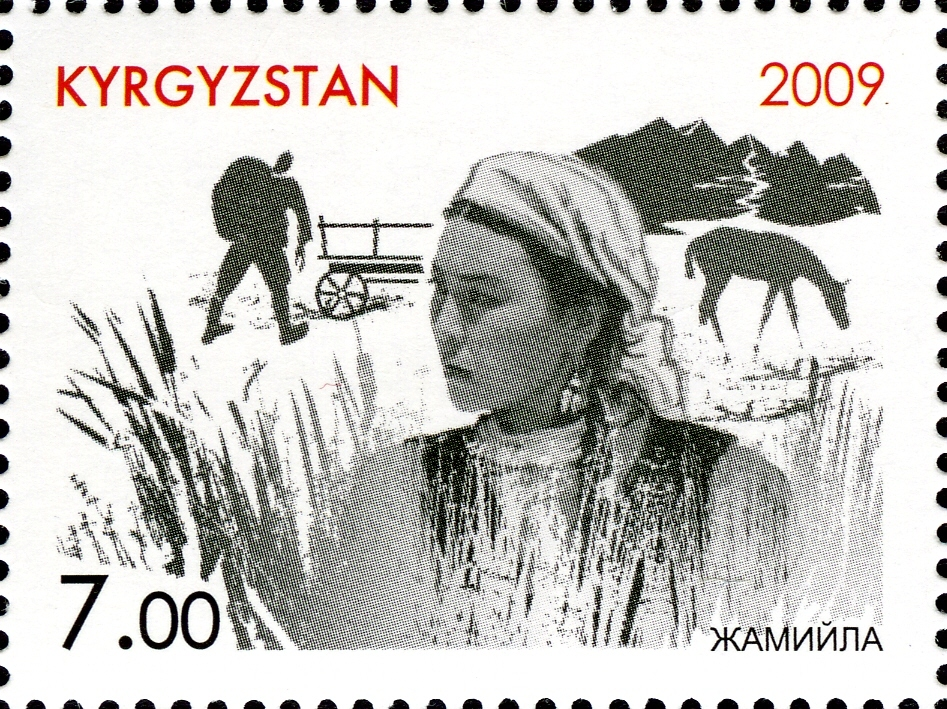
Estampilla kirguisa conmemorando a Dzhamilia (2009).

Dzhamilia (en ruso: Джамиля [dʐəmʲɪˈlʲa], kirguís: Жамила, Jamila, [d͡ʒɑmiːˈlɑ]) es la segunda novela corta de Chinguiz Aitmátov, escritor soviético y kirguís. Fue publicada originalmente en ruso en 1958. El narrador de la historia es un artista kirguís ficticio llamado Seit. Recordando su infancia en la estepa, recuenta el amor entre su nueva cuñada, Dzhamilia, y un joven soldado herido, Daniyar, mientras que Sadyk, hermano de Seit y esposo de Dzhamilia, se encontraba luchando en el frente durante la Segunda Guerra Mundial.
En base a los detalles proporcionados, la historia se desarrolla en el noroeste de Kirguistán, posiblemente en la provincia de Talas, en el contexto de la transición de un modo de vida trashumante, tradicional entre los kirguises, hacia las granjas colectivas o koljoses.
El poeta y novelista Louis Aragon denominó esta novela “la historia de amor más bella del mundo”.